# Ідеастезія

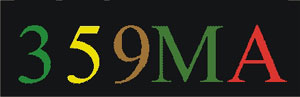
Приклад асоціації між графемами і кольорами, які розцінюють як явище ідеастезії, а не синестезії.

Ідеастезія — (від дав.-гр. ἰδέα (idéa)  і дав.-гр. αἴσθησις (aísthēsis)  — відчуття ідей або понять ) — явище активації понять (стимулів), що викликають певні відчуття (реакцію). Виникнення терміна ідеастезія тісно пов'язане з поняттям синестезія. Синестезію традиційно вважають явищем змішаних відчуттів. Це означає, що і стимул і реакція діють на сенсорному рівні. Проте, експериментальні дослідження синестезії показали, що називати так деякі її явища неправильно, так як синестезія позначає зв'язок двох сенсорних елементів без жодного зв'язку з когнітивним рівнем. Тому деякі науковці вважають, що більшість явищ, що традиційно позначали як синестезія, насправді були викликані через семантику (значення) елементів, а не їх сенсорними властивостями, як це пояснює синестезія. Тобто, у синестезії і стимул, і реакція мають сенсорний характер, а ідеастезія відносить реакцію до сенсорного, а от стимул до семантичного. Результати дослідження ідеастезії зробили чималий внесок у вирішення загадки людської свідомості, яка, згідно з теорією ідеастезії, базується на тому, як ми активуємо поняття.

## Приклади і доведення
Типовим прикладом ідеастезії є зв'язок між графемами і кольорами, яку зазвичай називають графемо-колірна синестезія. Тут літери алфавіту асоціюються з певними яскравими кольорами. Дослідження показали, що колір, який сприймається залежить від контексту, ситуації, і визначається значенням стимула. Наприклад, багатозначний символ 5, який можна трактувати як цифру 5 або як літеру s, матиме колір, що асоціюватиметься з 5 або з s, в залежності від того в якому контексті він буде представлений. Якщо буде представлений серед цифр, то означатиме цифру 5 і асоціюватиметься з відповідним кольором. Якщо ж буде представлений серед літер, то буде позначати літеру s і асоціюватиметься відповідно з іншим синестетичним кольором.

## Ідеастезія стилю плавання
Ще одне явище ідеастезії можна спостерігати у синестезії стилю плавання. Кожен стиль плавання асоціюється з якимось яскравим кольором. Тому для того, щоб зрозуміти, про який стиль плавання йдеться, зовсім не потрібно показувати рухи цього стилю. Для того, щоб викликати реакцію (усвідомлення того, який саме стиль плавання мається на увазі) достатньо лише активувати поняття стилю плавання (показати фото плавця чи просто почати розмову про плавання). Саме поняття стилю плавання викликає синестетичні відчуття.

## Ефект «Буба-Кікі» як приклад ідеастезії

Яка з фігур Кікі, а яка — Буба? Твердження людей одностайне. Це приклад того, що у явищі ідеастезії важливу роль відіграє стимул, який має семантичний характер.

Нещодавні дослідження показали, що явище «Буба-Кікі» теж можна розцінювати як випадок ідеастезії. Більшість людей вважають, що зіркоподібна фігура зліва називається Кікі, а кругла справа — Буба. Вважається, що ці асоціації викликані прямим зв'язком між візуальною і слуховою зонами кори головного мозку. Наприклад, за цією гіпотезою зображення гострих згинів певним чином фізично пов'язане з різким звучанням звуків у слові Кікі. Зв'язок цих асоціацій, перш за все, полягає у семантиці. Наприклад, і Кікі, і зіркоподібна фігура несуть у собі такі значення «розумний», «маленький» і «схвильований». Це означає, що ефект «Буба-Кікі» спричинений міцним семантичним зв'язком.